# L'Ulivo
L'Olivera (en italià L'Ulivo) fou una denominació utilitzada per a diverses coalicions successives d'Itàlia, va ser creada el 1996, i el 2007 s'integrà al Partit Democràtic.
El líder històric i ideòleg d'aquestes coalicions va ser Romano Prodi, Primer Ministre d'Itàlia des de 2006 a 2008. Per a les eleccions generals de 2006, L'Ulivo va ser substituïda en gran manera per una aliança més àmplia dirigida per Prodi anomenada L'Unione.

## Història

### Gabinet de Prodi (1996-98)
El 21 d'abril de 1996, L'Ulivo va guanyar les eleccions generals en aliança amb el Partit de la Refundació Comunista (PRC), fent de Romano Prodi el primer ministre d'Itàlia. Va ser la primera vegada des de 1946 que els comunistes, ara reunits entorn el Partit Democràtic de l'Esquerra, participaven en el govern del país i un dels seus líders, Walter Veltroni , que es va presentar amb Prodi en una llarga campanya electoral, va ser viceprimer ministre.
El 1996 la coalició es va formar pels següents partits:
| Partit | Partit                                 | Ideologia             | Líder               |
| ------ | -------------------------------------- | --------------------- | ------------------- |
|        | Partit Democràtic de l'Esquerra (PDS)  | Socialisme democràtic | Massimo D'Alema     |
|        | Partit Popular Italià (PPI)            | Democràcia cristiana  | Franco Marini       |
|        | Renovació Italiana (RI)                | Liberalisme           | Lamberto Dini       |
|        | Federació dels Verds (FdV)             | Ecologisme            | Carlo Ripa di Meana |
|        | Federació Laborista (FL)               | Socialdemocràcia      | Valdo Spini         |
|        | Socialistes Italians (SI)              | Socialdemocràcia      | Enrico Boselli      |
|        | Unió Democràtica (UD)                  | Socioliberalisme      | Antonio Maccanico   |
|        | Pacte Segni (Patto)                    | Centrisme             | Mariotto Segni      |
|        | La Xarxa (Rete)                        | Anticorrupció         | Leoluca Orlando     |
|        | Partit Popular del Tirol del Sud (SVP) | Regionalisme          | Luis Durnwalder     |
|        | Partit Republicà Italià (PRI)          | Socioliberalisme      | Giorgio La Malfa    |

### D'Alema a Rutelli (1998-2004)
El 9 d'octubre de 1998, el gabinet de Prodi va caure quan Rifondazione va abandonar l'aliança. Des del 21 d'octubre de 1998 L'olivera va ser el nucli dels governs liderats per Massimo D'Alema i per Giuliano Amato. Quan D'Alema va esdevenir primer ministre, va ser la primera vegada a Itàlia i a Europa que un hereu de la tradició comunista va arribar a dirigir un govern.
El 13 de maig de 2001, encapçalada per Francesco Rutelli, que es va presentar amb Piero Fassino, la coalició va perdre les eleccions generals contra Silvio Berlusconi i la seva coalició de centredreta Casa de les Llibertats. A les eleccions generals de 2001, la coalició estava formada per sis partits:
| Partit | Partit                                      | Ideologia            | Líder                   |
| ------ | ------------------------------------------- | -------------------- | ----------------------- |
|        | Demòcrates d'Esquerra (DS)                  | Socialdemocràcia     | Piero Fassino           |
|        | Democràcia és Llibertat - La Margerita (DL) | Centrisme            | Francesco Rutelli       |
|        | Partit dels Comunistes Italians (PdCI)      | Comunisme            | Oliviero Diliberto      |
|        | Socialistes Democràtics Italians (SDI)      | Socialdemocràcia     | Enrico Boselli          |
|        | Federació dels Verds (FdV)                  | Ecologisme           | Alfonso Pecoraro Scanio |
|        | Unió de Demòcrates per Europa (UDEUR)       | Democràcia cristiana | Clemente Mastella       |

### La Federació
El 12 de juny de 2004, L'Ulivo, en una llista de quatre partits anomenada Units en L'Olivera (Uniti nell'Ulivo) 
| Partit | Partit                                      | Ideologia        | Líder             |
| ------ | ------------------------------------------- | ---------------- | ----------------- |
|        | Demòcrates d'Esquerra (DS)                  | Socialdemocràcia | Piero Fassino     |
|        | Democràcia és Llibertat - La Margerita (DL) | Centrisme        | Francesco Rutelli |
|        | Socialistes Democràtics Italians (SDI)      | Socialdemocràcia | Enrico Boselli    |
|        | Moviment Republicans Europeus (MRE)         | Socioliberalisme | Luciana Sbarbati  |

El 13 de setembre de 2004, la coalició es va transformar en la Federació de L'Olivera, formada pels mateixos quatre partits que van fer campanya junts a les eleccions europees d'aquell estiu. Romano Prodi, que va tornar a la política aquell any, després de cinc anys de president de la Comissió Europea, va ser escollit president de la federació, que s'havia de convertir en el nucli d'una coalició més gran de centreesquerra.
El 10 de febrer de 2005 es va presentar el nom i el logotip d'aquesta nova aliança anomenada L'Unione. Estava integrat per la Federació de l'Olivera, el Partit de la Refundació Comunista (PRC), el Partit dels Comunistes Italians (PdCI), Itàlia dels Valors (IdV), la Federació dels Verds i altres partits menors. Així, a les eleccions generals de 2006 L'Unione va servir de paraigües com ho va ser L'Ulivo en els seus inicis.
Posteriorment, la Federació es va dissoldre a favor del nou Partit Democràtic.

## Resultats electorals

### Parlament Italià
| Any  | Líder             | Vots            | %    | Diputats  | +/− | Vots            | %    | Senadors  | +/- |
| ---- | ----------------- | --------------- | ---- | --------- | --- | --------------- | ---- | --------- | --- |
| 1996 | Romano Prodi      | 15,758,981 (1r) | 42.2 | 285 / 630 | Nou | 13,444,977 (1r) | 41.2 | 157 / 315 | Nou |
| 2001 | Francesco Rutelli | 16,209,944 (2n) | 43.5 | 247 / 630 | 38  | 13,282,495 (2n) | 39.2 | 128 / 315 | 29  |
| 2006 | Romano Prodi      | 11,928,362 (1r) | 31.2 | 220 / 630 | 27  | 9,664,935 (1r)  | 28.6 | 101 / 315 | 27  |

### Parlament Europeu
| Any  | Líder        | Vots            | %    | Escons  | +/− |
| ---- | ------------ | --------------- | ---- | ------- | --- |
| 2004 | Romano Prodi | 10,105,836 (1r) | 31.2 | 24 / 78 | –   |